# ダイレクトステップ
『ダイレクトステップ』（Directstep）は、アメリカ合衆国のジャズ・ミュージシャン、ハービー・ハンコックが1979年に発表したスタジオ・アルバム。

## 解説
1978年の日本ツアーの合間に、CBSソニー・スタジオにおいてダイレクトカッティング方式で録音され、1979年にCBSソニーから日本先行で発売された。レコーディングの現場に立ち会った中山康樹は後年「もちろんミュージシャンたちは緊張していただろうが、それをオモテに出すような人たちではなかった」「とはいえ打ち合わせは入念に行われ（ひとつにはエレクトリック・キーボードが多かったため）、おかげでカメラマンはスタジオ内でいつも以上にシャッターを押すチャンスがあったと記憶している」と振り返っている。なお、ハンコックは約1週間後、再びCBSソニー・スタジオにおいて、やはりダイレクトカッティングによるソロ・ピアノ・アルバム『ザ・ピアノ』を録音し、同作は1979年6月21日に日本発売された。
「シフトレス・シャッフル」は1973年よりライヴで演奏されてきた曲で、アルバム『ヘッド・ハンターズ』（1973年）制作時の録音は未発表となり、結果的には本作が初出となって、後に『MR.ハンズ』（1980年）でも再録音された。
リチャード・S・ギネルはオールミュージックにおいて5点満点中4点を付け「録音方法から理解できるように、抑制的かつ手堅い場面も見受けられるが、"Butterfly"では軋むようなリズム面での遊びがあり、"Shiftless Shuffle"ではナイトクラブを思わせる良質のグルーヴが展開され、"I Thought It Was You"はアルバム『サンライト』のオリジナル・ヴァージョンを切り貼りして長尺になっている」と評している。

## 収録曲
1. バタフライ - "Butterfly" (Herbie Hancock, Jacques Burvick) - 7:55
2. シフトレス・シャッフル - "Shiftless Shuffle" (H. Hancock, Bennie Maupin, Paul Jackson, Harvey Mason, Bill Summers) - 7:10
3. アイ・ソウト・イット・ワズ・ユー - "I Thought It Was You" (H. Hancock, Jeffrey Cohen, Melvin M. Ragin) - 15:30

## 参加ミュージシャン
- ハービー・ハンコック - ローズ・ピアノ、シンセサイザー、クラビネット、ヴォコーダー、ボーカル
- ウェブスター・ルイス - ローズ・ピアノ、シンセサイザー、ハモンドオルガン
- ベニー・モウピン - ソプラノ&テナー・サクソフォーン、リリコン
- レイ・オビエド - ギター
- ポール・ジャクソン - エレクトリックベース
- アルフォンス・ムゾーン - ドラムス
- ビル・サマーズ - パーカッション